# 程浚
程浚（1638年—1704年）原名希洪，字葛人，号肃庵，清代盐商领袖之一，康熙《两淮盐法志》的主要编撰人之一。
程浚生于明崇祯戊寅( 1638年) 十一月二十七日，是清代徽州府歙县岑山渡（今属雄村镇）人，为生父程大震的第三子，过继给养父程大升，为歙县岑山渡程氏九世祖。程氏移居杭州，程浚于清初以浙江杭州府仁和县商籍考中岁贡生，生平读书得经济大略，胆识过人，而抱才不仕，继承家族生意经商，为盐商领袖之一。
康熙三十二年( 1693年) ，两淮盐运使崔华主持编修《两淮盐法志》，程浚因“深悉盐法机宜，兼以渊源家学，众望所归”而得以参与编撰，得到同族兄弟盐商会长程量入的指点，利用血缘和姻亲关系，顺利搜集大量资料，完成全书三分之一以上的篇幅，包括长达十卷的人物志和艺文志，收录徽州籍和山陕籍盐商共429人。
程浚“刚直多才”，在江西吉安经商时，正值茶陵兵变，曾参与筹划防守，保全城池。设施谋保障，歙南以安。甲寅年（1674年）饶寇犯境，程浚保障了歙县南部的安宁。
程浚对养父母及生父母均极至孝，在父母身亡后，回到故乡岑山渡，在父母墓侧筑遂初堂守孝，教子成才，中进士等。程浚死于清康熙四十三年（1704年），终年66岁，祀乡贤祠。

## 家庭
- 妻：歙县西溪南乡莘墟吴氏
- 长子程喈，康熙四十八年（1709年）己丑科进士，候补中书，改选知县。
- 三子程启，候选州同知
- 四子程哲，广东琼州府崖州知州、户部福建司主事，收藏家。著有《容槎蠡说》。三亚天涯海角题刻“天涯”二字出自程哲手笔。
- 五子程鸣，考授县丞，画家，石涛学生，诗文有《云岩集》、《讷庵集》、《无声集》等。